# Speccy
Speccy(스페키)는 피리폼 소프트웨어에서 개발한 프리웨어 유틸리티 소프트웨어이며 IA-32 및 x64 버전의 운영 체제에 대해 Microsoft Windows 11, Windows 10, Windows 8, Windows 7, Vista 및 XP 컴퓨터의 하드웨어와 소프트웨어에서 실행된다. Speccy가 표시하는 정보에는 프로세서 브랜드 및 모델, 하드 드라이브 크기 및 속도, 메모리 용량(RAM), 그래픽 카드 및 운영 체제에 대한 정보가 포함된다. Speccy는 시스템에 어떤 하드웨어가 있고 어떻게 사용되는지 모니터링하는 데 사용된다.
라이프해커는 2009년에 유사한 도구 중에서 Speccy가 "지금까지 사용해 본 것 중 가장 깨끗하고 상세한 도구"라고 밝혔다. 다운로드 스쿼드는 이 소프트웨어를 "다른 시스템 정보 도구만큼 상세하지는 않지만 Speccy는 여전히 많은 필수 정보를 제공하고 이를 신속하게 수집한다"라고 설명했다. 2010년 PC World는 베타 테스트 버전이 "Systeminfo와 같은 다른 도구보다 더 포괄적인" "놀라운 양의 기술적 세부 사항을 제공"한다고 밝혔다. 2012년 리뷰에서 소프트피디아버전 1.24.632를 별 4개(5개 중)로 평가했다.
2015년 11월에 출시된 Windows 10 버전 1511부터 Speccy 버전 1.28.709 이하는 업데이트 다운로드 후 자동으로 제거된다. Speccy 1.29.714는 11월 업데이트 이후 Speccy를 Windows 10으로 복원하기 위해 12월 3일에 출시되었다.

## 같이 보기
- CPU-Z